# Famille Cloos
Pour les articles homonymes, voir Cloos.
La famille Cloos est une famille patricienne éteinte de Lucerne, chef-lieu du canton de Lucerne.

## Histoire
La famille Cloos est une ancienne famille, mentionnée à partir de 1394. Elle est admise au gouvernement de la ville de Lucerne.
Heinrich Cloos entre au Grand Conseil de Lucerne dès 1489 et du Petit Conseil dès 1499. Son fils, Niklaus († 1561) est marchand de bétail, et occupe les charges au Grand Conseil de Lucerne (1522-1533), au Petit Conseil (1533-1561), bailli du Michelsamt (1533-1535, 1539-1541 et 1545-1547), de Thurgovie (1548-1550) et de Willisau (1553-1555), maisonneur de Lucerne (1536-1541), secrétaire de la ville (1541-1543), délégué à la Diète (1548-1554).
À partir de ces deux personnalités, on trouve ses descendants « presque toujours », jusqu'en 1696, au Petit Conseil, et, jusqu'en 1712, au moins un grand conseiller. 

## Armoiries
Les armes de la famille se blasonnent ainsi d'azur à un vase d'or.